# Norbert Edgard Fonteyne
Norbert Edgard Fonteyne (Oedelem, 16 december 1904 – Veldegem, 7 juni 1938) was een Belgische schrijver en onderwijzer.

## Biografie
Hij was een zoon van August-Alfons Fonteyne (1861-1932) en Leonie-Marie Strobbe (1861-1941). Zijn vader, Franstalig en liberaal, was handelaar in koloniale waren en een vooraanstaand figuur in Oedelem. In zijn jeugd maakte Fonteyne de Eerste Wereldoorlog mee. Oedelem bevond zich toen achter het front, in Duits etappegebied. 
Na de oorlog volgde hij van 1919 tot 1923 een lerarenopleiding aan de normaalschool in Torhout. Hij kreeg er onder meer Nederlands van priester Leo De Geeter. In het literaire tijdschrift Pogen van Wies Moens verschenen in 1923 enkele dichtstukken van Fonteyne. Hij werd in Veldegem benoemd aan de gemeenteschool in oktober 1923 en bleef dit tot aan zijn dood, enkel onderbroken door zijn legerdienst in 1924/'25. In 1927 huwde hij met boerendochter Octavie Vandendriessche.
Fonteyne was voor zijn tijd een onorthodox onderwijzer. Waar anderen les gaven volgens het boekje en met ijzeren hand, koos hij voor ervaringsgericht onderwijs. Hij ging vaak met zijn leerlingen wandelen zowel in de natuur als in dorpen en steden.
Hij liep daarbij niet hoog op met het geldende schoolsysteem. Klassen met meer dan 40 leerlingen waren de norm. Zijn bemerkingen over het katholieke schoolprogramma en over het Rijksleerplan bundelde hij in 1938 in een brochure Voor een ruimer moedertaalonderwijs.
In 1935 publiceerde Fonteyne een monografie over zijn oud-leraar De Geeter. In 1936 verscheen de roman Pension Vivès, over marginale figuren in een Brugs pension. In 1937 verscheen De Polder, een ruige roman over een liefde van een vrouw tijdens de Eerste Wereldoorlog. In 1938 publiceerde hij de kerstnovelle Hoe de Vlamingen te laat kwamen.
In 1938 overleed hij aan een hartklepverlamming, tijdens het nazien van drukproeven van zijn volgend werk, Kinderjaren. Dat werk over zijn jeugdherinneringen tijdens de Eerste Wereldoorlog, verscheen postuum in 1939 een eerste maal. Het zou later meermaals heruitgegeven worden. In 1986 werd ook postuum de sprookjesbundel Sprookjes van spijt uitgegeven.
In 1988 verscheen Het Kerstlied, in 1991 La Martinière, in 1992 De late lente van mijnheer Quisthoudt.
In 1948 werd Hoe de Vlamingen te laat kwamen vertaald in het Duits onder de titel Wie die Flamen zu spät kamen.

### Postuum
- Kinderjaren, De Sikkel, 1939.
- Sprookjes van spijt, Hadewych, 1986.
- Ko-Noomes glorierijke Aftocht 2008 - Jaarboek Bos- en Beverveld. Verhaal van een grootoom bij de terugtocht uit Rusland met het leger van Napoleon.

## Kinderjaren
Fonteyne schreef dit werk in de trant van A la recherche du temps perdu van Marcel Proust, waaruit hij een zin als motto nam.
Het boek was heel wat zaken tegelijk:
- Het beschreef een verloren generatie van jongeren die  geconfronteerd werden, met cynisme en zekere geestelijke verwildering tot gevolg.
- Het hield een pleidooi voor de traditionele waarden, het activisme en Vlaams-nationalistische ideeën.
- Het was een tijdsdocument over de jaren 1914-1918.

Dit voornaamste werk van Fonteyne, werd vele malen herdrukt:
- in 1942 bij De Sikkel;
- in 1943 bij De Sikkel;
- in 1965, met een voorwoord door Hubert Lampo, Hasselt, Heideland;
- in 1981, met een nawoord door Ada Deprez, Beveren, Orion;
- in 1998, met een inleiding door Benno Barnard, Antwerpen, Atlas.